# Livezeni
Livezeni (in ungherese Jedd) è un comune della Romania di 2255 abitanti, ubicato nel distretto di Mureș, nella regione storica della Transilvania. 
Il comune è formato dall'unione di 5 villaggi: Bozeni, Ivănești, Livezeni, Poienița, Sânișor.
Nel 2004 si è staccato da Livezeni il villaggio di Corunca, andato a formare un comune autonomo.